# کریستوفر پرت
کریستوفر پرت (انگلیسی: Christopher Pratt; ۹ دسامبر ۱۹۳۵ – ۵ ژوئن ۲۰۲۲) نقاش اهل کانادا بود.